# اتفاق باريس للمناخ
اتفاق باريس للمناخ (بالفرنسية: Accord de Paris
)‏، المعروف أيضًا باسم كوب 21، هو أول اتفاقية عالمية شاملة لمكافحة التغير المناخي. تم التوصل إلى هذا الاتفاق بعد مفاوضات مكثفة خلال مؤتمر الأمم المتحدة الحادي والعشرين للتغير المناخي، الذي انعقد في باريس عام 2015. ووفقًا للوران فابيوس، الذي قدم مشروع الاتفاق النهائي خلال الجلسة العامة، فإن الاتفاق يتميز بكونه ملائمًا، مستدامًا، متوازنًا، وملزمًا قانونيًا. وقد صادقت عليه جميع الوفود الـ195 الحاضرة في 12 ديسمبر 2015 في تمام الساعة 19:26 بالتوقيت العالمي +01:00.
يهدف اتفاق باريس إلى الحد من ارتفاع درجة حرارة الأرض ليبقى أقل من درجتين مئويتين، مع السعي لحصره عند 1.5 درجة مئوية. وسيتم مراجعة الأهداف المناخية المعلنة كل خمس سنوات، مع التأكيد على عدم إمكانية تقليل طموح خفض الانبعاثات. كما ينص الاتفاق على تخصيص 100 مليار دولار أمريكي سنويًا كمساعدات مالية للدول النامية لمواجهة التغير المناخي، مع إعادة تقييم هذا المبلغ بحلول عام 2025 على أقصى تقدير.
بالتزامن مع يوم الأرض، الذي يُحتفل به في 22 أبريل 2016، وقّع 175 من قادة دول العالم على اتفاق باريس للمناخ خلال حفل أقيم في مقر الأمم المتحدة في نيويورك. وقد كان هذا الحدث بمثابة أكبر تجمع دولي يوقع فيه عدد كبير من الدول على اتفاقية في يوم واحد.

## الخلفية
في عام 1995 بدأت البلدان مفاوضات من اجل تعزيز الاستجابة العالمية لتغير المناخ. وبعد ذلك بعامين، اعتمد بروتوكول كيوتو وذلك الاتفاق يهدف الي خفض الانبعاثات الغازية، كانت فترة الالتزام الاولي قد بدأت في عام 2008 وانتهت في عام 2012، وبدأت الفترة الثانية في 2013 وستنتهي في 2020. تلك الاتفاقية تضم 192 دولة عضو.
تعمل اتفاقية باريس للتغير المناخي بشكل أساسي علي مواجهة مشكلة انبعاثات الغازات الدفيئة، وكيفية إيجاد الحلول للتكيف معها، والتخفيف من حدة ضررها علي البيئة، والنظر بجدية للاثار الواضحة للتغيرات المناخية، والحد من ارتفاع الحرارة الي اقل من درجتين مئويتين؛ حيث إن متوسط درجات الحرارة العالمية ارتفع بمقدار 0.85 درجه مئوية من 1880-2012.
ونظرًا للتركيزات الحالية والانبعاثات الغازية، فمن المرجح أن تشهد نهاية هذا القرن زيادة من 1-2 درجه من درجات الحرارة العالمية، أي حوالي 1.5 – 2.5 درجة مئوية فوق مستوي ما قبل العصر الصناعي. تلك الاستنتاجات تأجج المخاوف لدي العلماء حبث سينتج زيادة لمستوي سطح البحر بسبب زيادة ذوبان الجليد في القطبين. ولوحظ أن أكبر كم من الانبعاثات العالمية نشأ في البلدان المتقدمة مقارنة بالبلدان النامية حيث لا يزال متوسط الفرد منخفضاً نسبياً ومن المتوقع أن يزيد وفقًا لتلبية احتياجات الفرد واحتياجات الدولة الاجتماعية والتنموية.
وقد تم الاعتراف بأن التغير العالمي للمناخ يتطلب جهود قصوي، وتعاون مشترك من جانب جميع البلدان، وضرورة وجود استجابات دولية فعالة. إن وجود مبادئ وأحكام وفقاً لميثاق الامم المتحدة، والذي يتضمن الحق السيادي في استغلال الموارد الخاصة، وإنه يقع علي الدولة المسؤولية الكاملة في الا تقع أي انشطة داخل ولايتها تسبب ضرراً للبيئة. تلك الأحكام يجب ان تكون صارمة وأن تنطبق على جميع البلدان المخالفة. ومن هنا عزمت كل دولة عضو في تلك الاتفاقية علي النشر المستمر للتوقعات والمخططات التي تعمل عليها خلال مواجهتها لظاهرة التغيرات المناخية، ووضع الحلول بشكل ممنهج، واتخاذ القرارت الفعالة التي تعهدت بها كل دولة طرف في تلك الاتفاقية.
ففي يوليو 2017، أعلن وزير البيئة الفرنسي نيكولا إولو بأن فرنسا قد عقدت العزم على إتخاذ كافة الاجراءات الممنهجة لوقف تلك الظاهرة. وأصدر قرارًا بالتقليل من استخدام المنتجات البترولية من النفط والديزل في تشغيل المواصلات العامة والمركبات بحلول 2040. كما أعلن أن فرنسا لن تعتمد علي الفحم كمصدر لإنتاج الكهرباء بحلول 2020. فضلاً عن استثمار 4 مليارات يورو في مشروعات لدعم استخدام الطاقة المتجددة.

## الهدف
الهدف من الاتفاقية هو الوصول الي تثبيت تركيزات الغازات الدفيئة في الغلاف الجوي عند مستوي يسمح للنظام البيئي بان يتكيف بصورة طبيعية مع تغير المناخ وبالتالي حماية الإنسان من خطر يصل الي النقص في الغذاء والماء، والسماح بالمضي قدمًا في ايجاد وخلق سبل للتنمية الاقتصادية علي النحو المستدام.

### المبادئ
1.   للأجيال القادمة الحق في العيش في بيئة سليمة صالحة، ولذلك فحماية أطراف الاتفاقية للبيئة هو أمر منصف لتلك الاجيال ويتعين على البلدان المتقدمة أن تاخذ دور الصدارة في مكافحة التغير المناخي والآثار الضارة المترتبة عليه.
2.   توضع في الاعتبار الظروف الخاصة للبلدان النامية، ولاسيما تلك المعرضة للأضرار الناجمة عن تغير المناخ. وأن الدول المتقدمة ستتحمل عبء غير عادي بمقتضي الاتفاقية.
3.   تتخذ جميع الأطراف التدابير اللازمة للوقاية من أسباب تغير المناخ أو تقليلها أو تخفيف من حدة آثارها الضارة، ومهما كانت التهديدات والتحديات يجب اتخاذ كل التدابير اللازمة لمعالجة الأمر.
4.  وضع الخطط المناسبة المستدامة لحماية النظام المناخي من التغير نتيجة للنشاط البشري.

### التقييم العالمي

خريطة تراكم انبعاثات ثاني أكسيد الكربون في الغلاف الجوي لكل فرد حسب الدولة.

ستطلق إشارة البدء للتقييم العالمي في عام 2018، حيث سيتم تقييم كيفية تقليل المساهمين الوطنيين للانبعاثات العالمية علي المدي القريب، وبلوغهم لهدف الصفر في الانبعاثات في النصف الثاني من هذا القرن. سوف يتم تقييم تنفيذ جميع الدول الأعضاء للاتفاقية كل خمس سنوات أي أن أول تقييم سيكون في عام 2023. وسيتم استخدام النتائج كمدخلات للمساهمات الجديدة المحددة وطنيًا للدول الأعضاء.
يعمل التقييم كجزء من اتفاقية باريس للمناخ لخلق الطموحات التي تسعي لوقف الانبعاثات الغازية العالمية. وذلك لأن التحليلات تشير الي ضرورة وقف الانبعاثات، والحد من زيادة درجات الحرارة عن درجتين سليزية، وسوف يستأنف التقييم العالمي مع كافة الأطراف بغرض إشراك المساهمين الوطنيين حتي ينعكس استمرارهم في الاتفاقية، ويرفع من طموح البلدان، ويشجعها  للوصول الي ذلك الهدف.

## أحكام التكيف
حصلت قضايا التكيف مع التغيرات المناخية علي اهتمام كبير من اتفاقية باريس في بادئ الامر، حيث تعد أهداف التكيف علي المدي البعيد جزءًا هامًا واساسيًا من الاتفاقية. وعلي كل دولة من الدول الأعضاء ان تقر بما لديها من سياسات متخذة لذلك التكيف، حيث إنه يجب وضع استراتيجيات التأقلم بالموازاة مع استراتيجيات التخفيف من حدة آثار التغيرات المناخية. وتركز أهداف التكيف علي تحسين كفاءة التكيف، وزيادة القدرة على الصمود، والحد من الهشاشة.

### توفير التمويل
في مؤتمر باريس الذي اقيم في 2015، تم التاكيد للمرة الثانية علي ضرورة التزام الدول المتقدمة من جهتها بتحريك 100 مليار دولارسنويًا لصالح قضايا المناخ وذلك حتي 2020، والاستمرار في حشد التمويل علي مستوي اخر حتي 2025 بقيمه 100 مليار دولار في السنة. يشير هذا الالتزام الي الخطط المسبقة التي وضعت لمساعدة الدول النامية لمواجهة أعمال التأقلم مع التغيرات المناخية، والتخفيف من آثارها وحدتها.
علمًا بان استراتيجيات التخفيف والتكيف تتطلب زيادة التمويلات؛ لأنه في حالة خفض التمويلات المالية فإن ذلك سوف يؤدي إلى تقليل الدعم الذي يقدمه القطاع الخاص. نٌشر تقرير في 2014 مضمونه أنه تم تكريس 16% من التمويل العالمي لاستراتيجيات التأقلم المناخي، مما يؤكد علي ضرورة وضع كل الاعتبارات المالية تجاه هذا الامر، والتشديد علي زيادة الدعم للأطراف الأكثر تاثرًا بالتغيرات المناخية والتي تشمل الدول الاقل نمواً.
وقد أعلن وزير الخارجية الأمريكي جون كيري أن الولايات المتحدة سوف تضاعف جهودها المالية من أجل عمليات التكيف والتخفيف بحلول 2020.

### الخسارة والضرر
ومن القضايا الهامة التي تم التحذير منها والتي كانت نقطة ارتكاز هامة لمفاوضات باريس هي الخوف من التاثيرات السلبية للتغيرات المناخية وأنها سوف تحدث بشكل حاد وسريع لذلك فإنه يتعين وضع الخطط السريعة لتجنبها وتحجيمها بمقاييس التأقلم السريع.
في النهاية، اعترفت جميع الاطراف بأنها بحاجة إلى تفادي ومعالجة الفقد، ولكن تم استبعاد ذكر أي تفويض أو مسئولية. كما يتبنى الاتفاق آلية وارسو الدولية للخسارة والأضرار، وهي مؤسسة ستحاول معالجة الأسئلة حول كيفية تصنيف المسؤولية عن الخسارة والضرر والتعامل معها ومشاركتها.
أصر المدير العام للمنتدى العالمي للمعاشات والاستثمارات نيكولا ج. فيرزلي علي أن يكون دور الحكومة محدود. وفي الواقع، سوف تترك الحكومة زمام المبادرة للمستثمرين من خلال توسيع نطاق استثماراتهم في مجالات «التكنولوجيا النظيفة» و «المشاريع مخفضة الكربون» وأيضًا الشركات المبتكرة التي تسعي وراء استراتيجيات سليمة اجتماعيًا وبيئيًا، بغض النظر عما إذا كانت الحكومة الأمريكية أو بعض الحكومات الأخرى سوف تتخلى عن التزاماتها.
وقد تم التأكيد في المنتدى العالمي السادس للمعاشات التقاعدية الذي عقد في غرينتش في فبراير 2017 على أن الطبيعة الحتمية للاتجاه العلماني تتجه نحو سحب الاستثمارات من الوقود الأحفوري الملوث، وبحضور جميع المستثمرين بما في ذلك الولايات المتحدة، وصناديق التقاعد الكندية، التي توافق على أن الاستثمارات الواعية المسؤولة عن تغير المناخ تشكل اتجاها تصاعديًا حقيقيًا.

## الأطراف والدول الموقعة

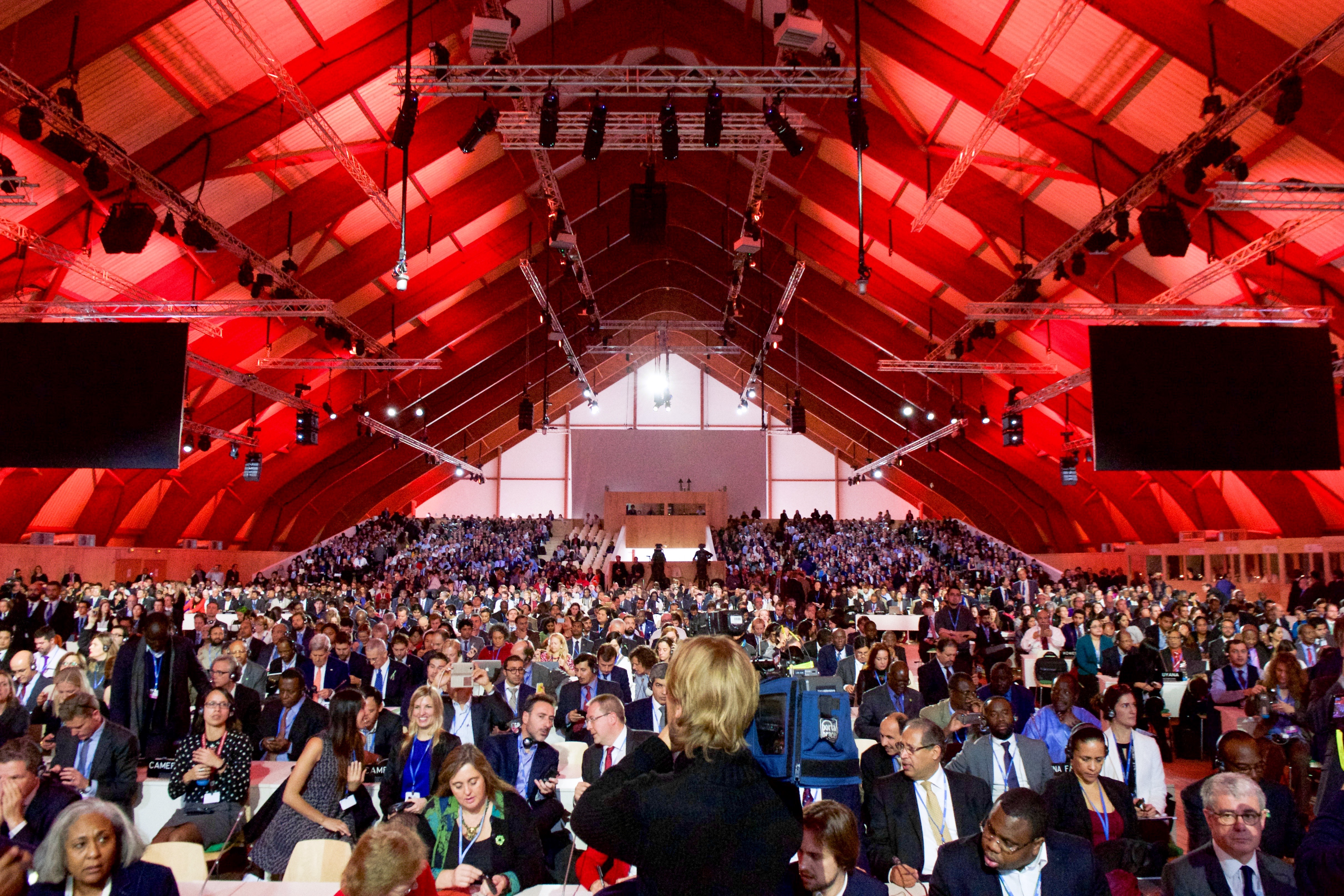
أحد اللقاءات في مركز المؤتمر في مطار لو بورجيه.

بحلول يوليو 2018، بلغ عدد الدول الموقعة على الاتفاقية 194 دولة بالإضافة إلى الاتحاد الأوروبي. وهناك 179 دولة، بالإضافة إلى الاتحاد الأوروبي، قد صدقت على الاتفاقية أو انضمت إليها، وتعد تلك الدول هي المسؤولة عن 87% من انبعاثات الغازات الدفيئة، وهي تشمل ثلاثة من الدول الأربعة التي تتسبب في أكبر قدر من انبعاثات الغازات الدفيئة من أعضاء اتفاقية الأمم المتحدة الإطارية بشأن التغير المناخي (42% من الانبعاثات).

### الانسحاب
وفقًأ للمادة 28، يجوز لأي طرف أن ينسحب من الاتفاقية، بإشعار خطي في أي وقت بعد ثلاث سنوات من تاريخ بدء نفاذ الاتفاقية بالنسبة إلى ذلك الطرف، يسري أي انسحاب على هذا الوجه لدى انقضاء سنة واحدة من تـاريخ استلام الوديع لإشعار الانسحاب، يعتبر أي طرف ينسحب من الاتفاقية منسحباً أيضاً مـن أي بروتوكـول يكون طرفاً فيه.

## دونالد ترامب والاتفاق
قال دونالد ترامب الفائز في انتخابات الرئاسة الأمريكية عام 2016 انه يريد ان ينسحب من اتفاق باريس بخصوص المناخ. أما بالنسبة لسيجولين رويال فإن ترامب لن يذهب في هذا الاتجاه لأن النص أصبح ملزما منذ دخوله حيز النفاذ وذلك بعد تصديق 55 دولة تمثل 55 في المائة على الأقل من انبعاثات الغازات المقدرة، في تشرين الثاني / نوفمبر 2016.
في 1 حزيران / يونيو 2017، أعلن دونالد ترامب انسحاب الولايات المتحدة من اتفاق باريس.

## مقالات ذات صلة
- مؤتمر الأمم المتحدة للتغير المناخي 2015
- احترار عالمي
- ميثاق غلاسكو للمناخ

## روابط خارجية
- الموقع الرسمي لمؤتمر باريس للمناخ 2015.